# Golden Eagle-Raffinerie
Die Golden Eagle-Raffinerie (englisch: Golden Eagle Refinery oder auch Marathon Martinez Refinery) von Marathon Petroleum ist eine US-amerikanische Raffinerie in Martinez im Bundesstaat Kalifornien. Ebenfalls in Martinez befindet sich die Shell Martinez-Refinery, welche die Shell Oil Company 2019 an PBF Energy verkaufte. Die Stilllegung der Raffinerie wurde im Sommer 2020 von Marathon Petroleum bekannt gegeben.

## Geschichte
Die Raffinerie nahm 1913 unter der Associated Oil Company ihren Betrieb auf. Ab 1937 bis 1966 wurde daraus die Tidewater Associated Oil Company.
1966 bis 1976 wurde der Betrieb unter Phillips Petroleum geführt. 1976 bis 2000 war die Raffinerie im Besitz der Tosco. Diamond Shamrock war von 2000 bis 2002 der Besitzer. Nachdem die Valero 2002 die Diamond Shamrock übernommen hatte, war sie kurzzeitig Betreiber der Raffinerie. Im selben Jahr wurde die Raffinerie zur Tesoro verkauft.
Tesoro änderte später seinen Namen zu Andeavor. Mit der Übernahme von Andeavor durch die Marathon Petroleum gelangte die Raffinerie 2018 in den Besitz vom Marathon Petroleum. Im Sommer 2020 gab Marathon Petroleum bekannt, die Martinez-Raffinerie sowie die Gallup-Raffinerie aufgrund der durch die Corona-Krise zusammengebrochenen Ölmärkte stillzulegen.

## Technische Daten
Es wird vornehmlich Rohöl aus Alaska und Kalifornien verarbeitet.

### Verarbeitungsanlagen
- Atmosphärische Destillation
- Vakuum-Destillation
- Delayed Koker
- FFC-Einheit
- Hydrocracker
- Entschwefelungsanlagen
- Schwefelrückgewinnung[2]